# 岩崎清隆 (野球)
岩崎 清隆（いわさき きよたか、1951年6月15日 - ）は、福岡県福岡市出身の元プロ野球選手。ポジションは投手、内野手。

## 来歴・人物
博多工業高校では1968年、2年生の時に一塁手として春の選抜に出場。1回戦で平安高の池田信夫に完封負け。この試合でリリーフとして甲子園初登板を果たす。その後、エースとして今久留主邦明とバッテリーを組み、同年の秋季九州大会で決勝に進出。宮崎商の西井哲夫と投げ合うが惜敗した。1969年の春の選抜に連続出場。準々決勝で県岐阜商の鍛治舎巧に投げ勝ち、準決勝に進むが、堀越高校の但田裕介に完封負けを喫する。他の高校同期に遊撃手の入江道生がいる。
1969年ドラフト会議で東映フライヤーズから4位指名を受け入団。本格派右腕と期待され、ルーキーながら1970年10月には先発陣に組み入れられるも結果を残せず、その後は登板機会に恵まれなかった。1973年には内野手に転向した。翌1974年にヤクルトスワローズへ移籍するも、一軍での活躍なく現役引退。
入団当初はオーバースローだったが、途中からスリークォーターにモデルチェンジ。スライダー、カーブ、シュートを武器とした。
現在、少年野球の糸島ボーイズの代表をつとめる。田浦文丸（ソフトバンク）は教え子で前述の通りに自身がかつて甲子園で対戦した鍛治舎との縁から秀岳館高校への進学が決まったという。

## 詳細情報

### 年度別投手成績
| 年 度     | 球 団     | 登 板 | 先 発 | 完 投 | 完 封 | 無 四 球 | 勝 利 | 敗 戦 | セ 丨 ブ | ホ 丨 ル ド | 勝 率 | 打 者 | 投 球 回 | 被 安 打 | 被 本 塁 打 | 与 四 球 | 敬 遠 | 与 死 球 | 奪 三 振 | 暴 投 | ボ 丨 ク | 失 点 | 自 責 点 | 防 御 率 | W H I P |
| --------- | --------- | ----- | ----- | ----- | ----- | -------- | ----- | ----- | -------- | ----------- | ----- | ----- | -------- | -------- | ----------- | -------- | ----- | -------- | -------- | ----- | -------- | ----- | -------- | -------- | ------- |
| 1970      | 東映      | 8     | 4     | 0     | 0     | 0        | 0     | 2     | --       | --          | .000  | 112   | 25.1     | 29       | 5           | 10       | 0     | 1        | 6        | 0     | 0        | 19    | 19       | 6.84     | 1.54    |
| 通算：1年 | 通算：1年 | 8     | 4     | 0     | 0     | 0        | 0     | 2     | --       | --          | .000  | 112   | 25.1     | 29       | 5           | 10       | 0     | 1        | 6        | 0     | 0        | 19    | 19       | 6.84     | 1.54    |

### 背番号
- 35 （1970年 - 1973年）
- 不明 （1974年）